# Enxuta

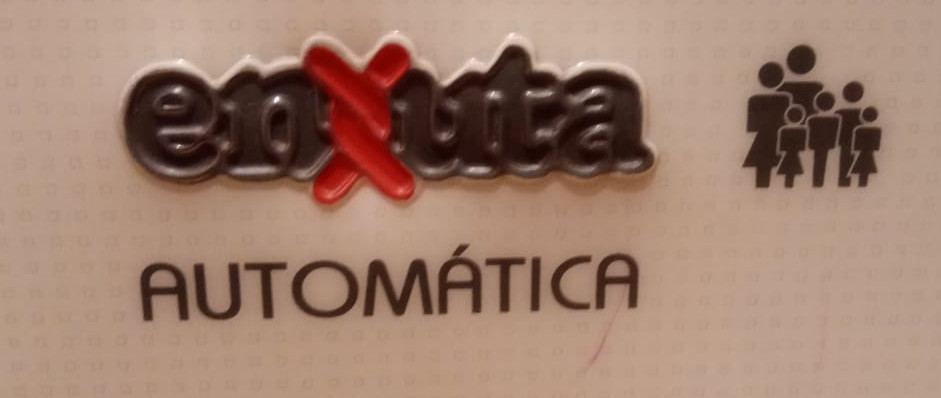
Logotipo da empresa Enxuta, como figura em uma máquina de lavar pratos "Enxuta Automática"

Enxuta foi uma fabricante de eletrodomésticos com sede em Caxias do Sul, no Rio Grande do Sul. Seus principais produtos eram: máquinas de lavar roupa, máquinas de lavar louça, secadoras de roupas e aquecedores de ambiente.

## História
Foi fundada em 1981 pelo Grupo Triches para atender o mercado de linha branca, principalmente em eletrodomésticos compactos. Entre as décadas de 1980 e 1990, a empresa chegou à liderança de vendas no mercado de secadoras, contabilizando o domínio de 90% deste setor.
Na década de 1980, houve a criação do Grupo Enxuta S.A. como empresa mantenedora da unidade fabril e a marca Enxuta. Em julho de 1995, com a intenção de uma reestruturação administrativa e acionária, a empresa foi vendida para a Ponto S.A., controladora das empresas do Grupo Triches.
Em 2001, foi decretada a falência da empresa, com o fechamento de sua unidade fabril. Em julho de 2002, a Cooperativa de Produção Industrial de Eletrodomésticos Caxias Ltda. (Eletrocoop), instituição criada pelos funcionários da Enxuta, assumiu o controle da empresa, ficando responsável pelo parque fabril e a marca.
Em 2003, a Eletrocoop vendeu a unidade fabril, o maquinário e a marca para Claudio Petrycoski, dono da Atlas Eletrodomésticos, que relançou, em maio de 2003, as linhas de lava-roupas, lava-louças e secadoras de roupas batizada de Atlas Sul.
Sem conseguir números de vendas próximos ou similares aos alcançados pela Enxuta em sua melhor fase, na década de 1980, associado ao desenvolvimento tecnológico alcançado nos produtos da concorrência, o empresário Petrycoski decidiu por fechar a fábrica, na cidade de Caxias do Sul, em 2008.
A marca chegou a retornar no Brasil por um breve momento nos anos 2010 com aquecedores de ambiente.
Existem produtos à venda com a marca Enxuta ainda hoje no Uruguai, sendo que naquele país eles são vendidos pela Gelbring.